# Funatani Keiszuke
Funatani Keiszuke (Macuszaka, 1986. január 7. –) japán válogatott labdarúgó.

## Nemzeti válogatott
A japán U20-as válogatott tagjaként részt vett a 2005-ös ifjúsági labdarúgó-világbajnokságon.